# Cathédrale Saints-Pierre-et-Paul de Bosque Real
Pour les articles homonymes, voir Cathédrale Saint-Pierre-et-Saint-Paul.
La cathédrale Saints-Pierre-et-Paul (en espagnol : Catedral de San Pedro y San Pablo) est une cathédrale de Bosque Real (Huixquilucan).